# Eleição presidencial nos Estados Unidos em 1896
A Eleição presidencial dos Estados Unidos de 1896 foi a vigésima-oitava eleição presidencial do país. O republicano William McKinley venceu o democrata William Jennings Bryan em uma campanha considerada pelos cientistas políticos para ser uma das mais dramáticas e complexas da história americana.
A campanha de 1896 é muitas vezes considerado como uma eleição, que terminou o realinhamento do antigo Terceiro Sistema Partidário e começou o Quarto Sistema Partidário. McKinley forjou uma coligação em que empresários, profissionais liberais, operários qualificados, e os fazendeiros prósperos estavam fortemente representados. Ele foi mais forte no Nordeste, Centro-Oeste Superior, e na Costa do Pacífico. Bryan foi o candidato dos Democratas, do Partido Populista (People's Party), e dos Republicanos de Prata (Silver Republican Party). Ele foi mais forte no Sul, Centro-Oeste rural, e os estados das Montanhas Rochosas.
Questões econômicas, incluindo bimetalismo, o padrão-ouro, prata livre, e tarifas, foram de importância primordial. O gerente da campanha republicana, Mark Hanna foi pioneiro em muitas técnicas de campanha moderna, facilitada por um orçamento de US$ 3,5 milhões.

## Processo eleitoral
A partir de 1832, os candidatos para presidente e vice começaram a ser escolhidos através das Convenções. Os delegados partidários, escolhidos por cada estado para representá-los, escolhem quem será lançado candidato pelo partido. Os eleitores gerais elegem outros "eleitores" que formam o Colégio Eleitoral. A quantidade de "eleitores" por estado varia de acordo com a quantidade populacional do estado. Em quase todos os estados, o vencedor do voto popular leva todos os votos do Colégio Eleitoral.

## Convenções

### Convenção Nacional doPartido da Proibiçãode 1896
A sétima Convenção nacional do Partido da Proibição (Prohibition Party) foi realizada entre 27 e 28 de maio em Pittsburgh. A convenção nomeou Joshua Levering para presidente e Hale Johnson para vice. A indicação presidencial foi unânime.

### Convenção Nacional doPartido Republicanode 1896

Cartaz republicano com McKinley e Garret.

A décima-primeira Convenção Nacional Republicana (Republican Party) foi realizada entre 16 e 18 de junho em St. Louis. A plataforma defendia o suporte forte para o padrão-ouro, muitos republicanos ocidentais saíram da convenção para formar o Partido Republicano da Prata (Silver Republican Party) em apoio à chapa democrata. Entre eles estava o delegado de Utah Thomas Kearns, um magnata da mineração de prata e eventual senador.
O gerente da campanha de McKinley, um rico e talentoso empresário de Ohio chamado Mark Hanna, visitou os líderes de grandes corporações e os grandes bancos após a convenção do Partido Republicano para arrecadar fundos para a campanha. Tendo em conta que muitos empresários e banqueiros estavam aterrorizados com retórica populista de Bryan e o apoio para o fim do padrão-ouro, Hanna tinha alguns problemas na obtenção de quantidades recordes de dinheiro. No final, Hanna levantou um escalonamento de 3,5 milhões de dólares para a campanha, que ajustado pela inflação, isto é equivalente a 3 bilhões de dólares hoje. McKinley foi o último dos veteranos da Guerra Civil Americana a ser nomeado para presidente por qualquer das partes principais.
| Convenção Nacional do Partido Republicano | Convenção Nacional do Partido Republicano | Convenção Nacional do Partido Republicano | Convenção Nacional do Partido Republicano |
| Presidente                                | Presidente                                | Vice-presidente                           | Vice-presidente                           |
| Candidato/Votação                         | 1ª                                        | Candidato/Votação                         | 1ª                                        |
| ----------------------------------------- | ----------------------------------------- | ----------------------------------------- | ----------------------------------------- |
| William McKinley                          | 662                                       | Garret Hobart                             | 523.5                                     |
| Thomas B. Reed                            | 85                                        | H. Clay Evans                             | 287.5                                     |
| Matthew Stanley Quay                      | 62                                        | Morgan Bulkeley                           | 39                                        |
| Levi Parsons Morton                       | 58                                        | James A. Walker                           | 24                                        |
| William Boyd Allison                      | 36                                        | Charles W. Lippitt                        | 8                                         |
| J. Donald Cameron                         | 1                                         | Thomas Brackett Reed                      | 3                                         |
|                                           |                                           | Chauncey Depew                            | 3                                         |
|                                           |                                           | John Mellen Thurston                      | 2                                         |
|                                           |                                           | Frederick Dent Grant                      | 2                                         |
|                                           |                                           | Levi P. Morton                            | 1                                         |

### Convenção Nacional do Partido Trabalhista Socialista de 1896
A segunda Convenção Nacional do Partido Trabalhista Socialista (Socialist Labor Party) foi realizada entre 4 e 10 de julho em Nova Iorque.  A frente do palco tinha uma grande faixa com uma semelhança de Karl Marx e as palavras "Trabalhadores de todos os países, uni-vos". A convenção nomeou Charles H. Matchett para presidente na primeira votação com 43 votos a 23 de Matthew Maguire e a 5 de outros. Matthew Maguire foi escolhido para vice por unanimidade.

### Convenção Nacional doPartido Democratade 1896

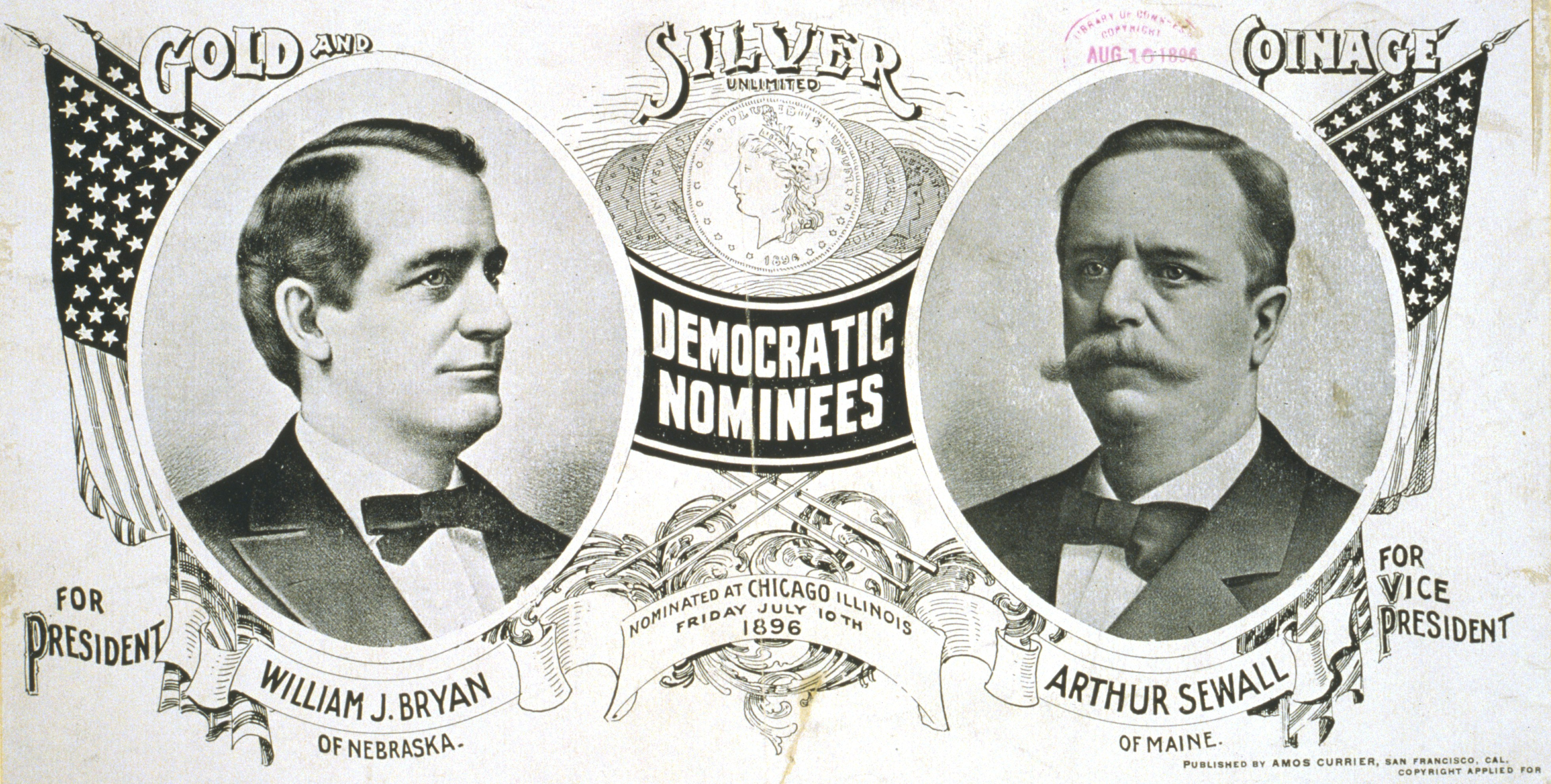
Cartaz democrata com Bryan e Sewall.

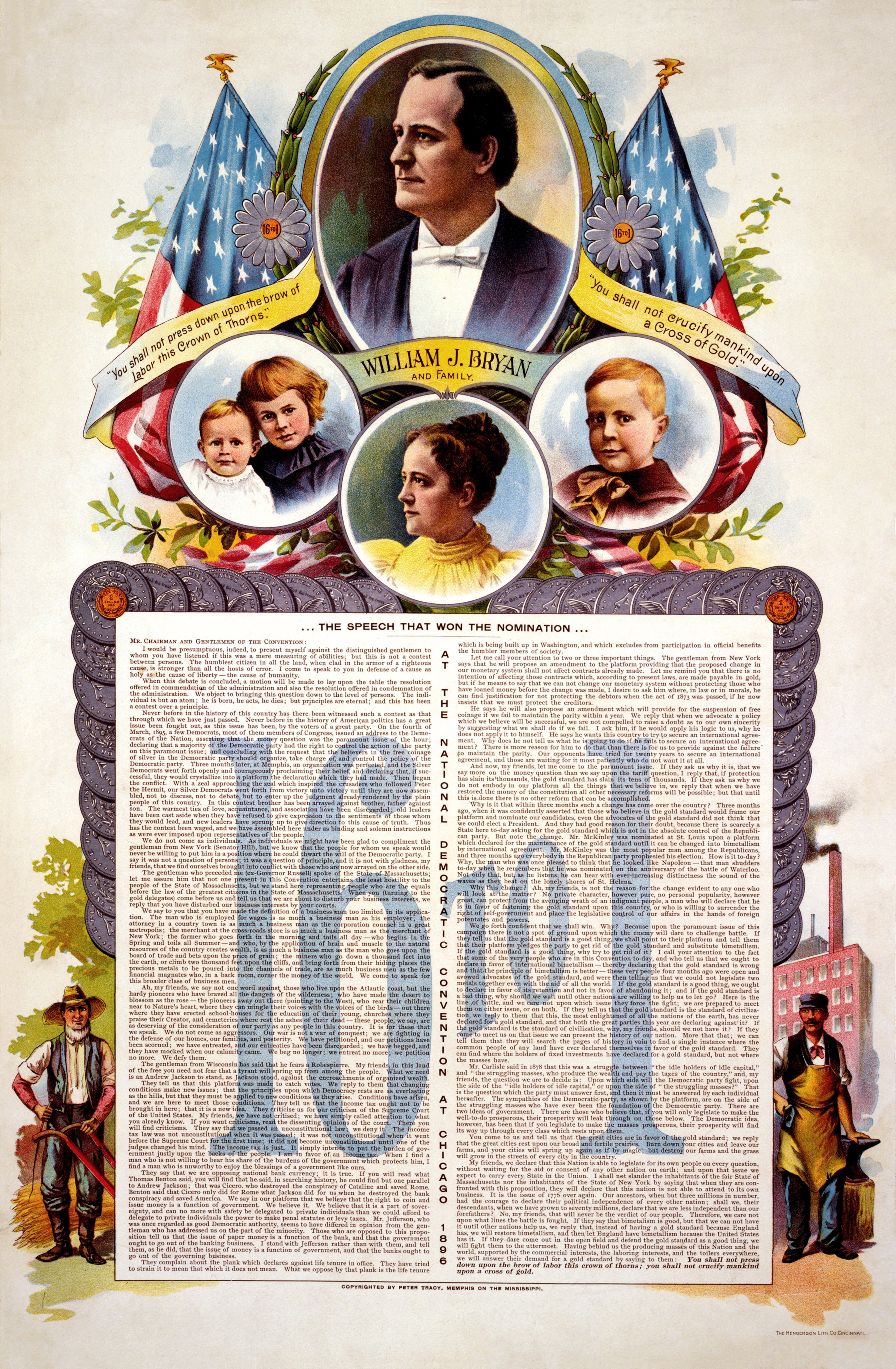
"Cruz de ouro" de Bryan famoso discurso deu-lhe a indicação presidencial do partido e girou para a causa de prata.

A Convenção Nacional do Partido Democrata (Democratic Party) foi realizada entre 7 e 11 de julho em Chicago. A maioria dos delegados sul e oeste foram comprometidos com a implementação das ideias de prata livre do Partido Populista (People's Party). A convenção repudiou as políticas padrões do presidente Grover Cleveland e, em seguida, repudiou o próprio Cleveland. Isso, no entanto, deixou a convenção aberta: não havia nenhum sucessor óbvio para Cleveland.
Um advogado, o ex-parlamentar e candidato ao Senado sem sucesso, chamado de William Jennings Bryan preencheu o vazio. Um excelente orador, Bryan veio de Nebraska e foi amplamente considerado como um porta-voz proeminente para milhões de agricultores americanos que estavam sofrendo com a depressão econômica após o Pânico de 1893. Na Convenção Democrata, Bryan entregou o que muitos historiadores consideram como um dos maiores discursos políticos da história americana, a fala do "Cruz de Ouro". Neste discurso, Bryan apresentou uma defesa apaixonada dos agricultores e operários lutando para sobreviver contra a depressão econômica, e atacou os proprietários das grandes cidades líderes empresariais e como a causa de grande parte do sofrimento econômico. Ele chamou para a reforma do sistema monetário, o fim do padrão ouro, e prometeu esforços do governo de alívio para os agricultores e outros atingidos pela depressão econômica. Discurso Bryan foi tão dramático que depois de ter terminado muitos delegados levou em seus ombros todo o salão de convenções. O discurso também uniu os delegados da convenção e Bryan venceu sua candidatura presidencial, ele derrotou seu concorrente mais próximo, o ex-senador Richard "Silver Dick" Bland por 652 votos a 291 votos de Richard Bland e a 406 votos de outros. Sewall Arthur, um construtor de navios ricos de Maine, foi escolhido como o vice-candidato presidencial. Considerou-se que a riqueza de Sewall poderia encorajá-lo para ajudar a pagar algumas despesas de campanha. Com apenas 36 anos de idade, Bryan foi apenas um ano mais velho que a idade mínima exigida pela Constituição para ser presidente. Bryan continua a ser o homem mais jovem nunca nomeado por um grande partido à presidência.

### Convenção Nacional do Partido Nacional Democrata de 1896
A Convenção Nacional do Partido Nacional Democrata (National Democratic Party) foi realizada entre 2 e 3 de setembro em Indianapolis. Havia 888 delegados presentes de 41 estados e territórios. A convenção nomeou John M. Palmer para presidente na primeira votação por 770 votos a 113 de Edward Stuyvesant Bragg. Simon B. Buckner foi indicado para vice por unânimidade.

### Outras convenções
| Convenções Nacionais de 1896 com exceção dos partidos da PRO, Republicano, Trabalhista Socialista, Democrata e Nacional Democrata | Convenções Nacionais de 1896 com exceção dos partidos da PRO, Republicano, Trabalhista Socialista, Democrata e Nacional Democrata | Convenções Nacionais de 1896 com exceção dos partidos da PRO, Republicano, Trabalhista Socialista, Democrata e Nacional Democrata |
| Local e data | Nome da convenção | Candidato presidencial |
| --- | --- | --- |
| Pittsburgh em 28 de maio | Convenção Nacional do Partido Proibição Nacional (National Prohibition Party)                                                     | Charles Eugene Bentley |
| St. Louis em 25 de julho | Convenção Nacional do Partido Populista (People's Party) e do Partido Republicano de Prata (Silver Republican Party)              | William Jennings Bryan |

## A campanha de outono
A principal questão da campanha de 1896 envolveu a seguinte questão econômica: o país permaneceria no padrão ouro, como McKinley e os republicanos queriam, ou mudariam a economia da nação para as teorias de prata livre defendidas por Bryan e os populistas?

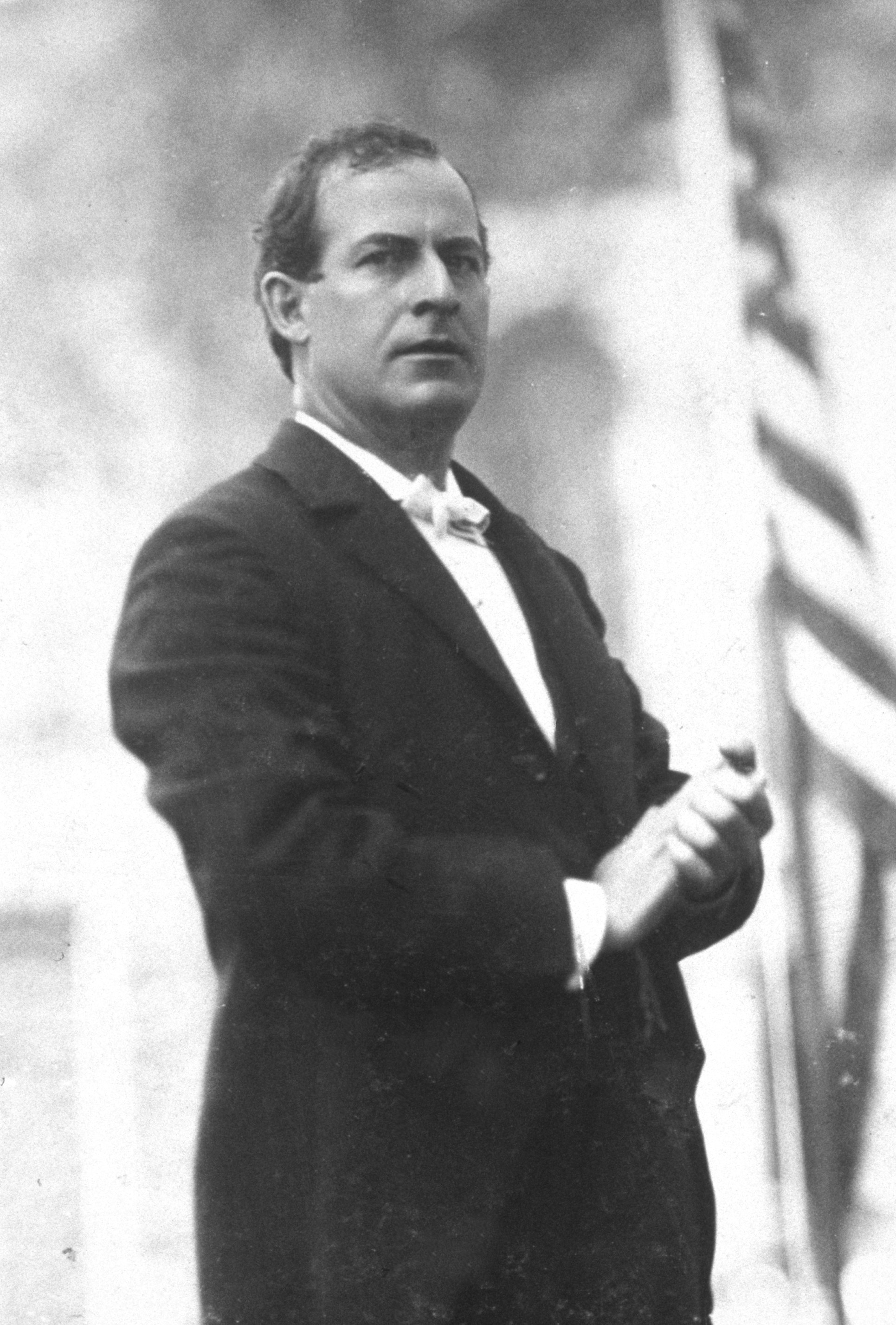
William Jennings Bryan fez viagens e palestras em sua campanha.

Bryan argumentou que ao abandonar o padrão-ouro e ter o dinheiro de papel apoiado por prata em vez de ouro, permitiria mais moeda papel para entrar na econômia nacional (um slogan Bryan popular foi "16-para-1", com base na alegação de que 16 pratas-apoiadas em dólares poderiam ser impresso, para cada dólar apoiado por ouro). Bryan e seus partidários argumentaram que este "dinheiro fácil" permitiria aos agricultores pobres no Sul e Oeste para sair das dívidas e pagar suas contas, e que ter mais dinheiro de papel em circulação na economia iria ajudar a levantar o país fora da depressão econômica que tinha começado em 1893.
McKinley e os republicanos respondeu que o padrão-ouro foi vital para a economia americana, e que se a nação que saiu do padrão-ouro, papel moeda perderia seu valor pela metade e inflação dispararia.
O Partido Republicano tinha acumulado um tesouro de guerra sem precedentes em todos os níveis nacional, estaduais e locais, que ascenderam a cerca de 16 milhões dólares, em contraste com cerca de 1 milhão de dólares para os democratas mais pobres (cerca de "16 a 1"). Desde que ele foi sendo gstando mais, Bryan decidiu que sua melhor chance de ganhar a eleição seria realizar uma turnê nacional vigorosa de trem; dessa forma que ele pudesse falar diretamente aos eleitores. Ele foi o primeiro candidato presidencial a viajar por todo o país e atender os eleitores em pessoa; antes de 1896, foi considerado indigno de candidatos presidenciais para viajar muito antes de uma eleição.
A novidade de um evento como esse, combinado com a oratória fascinante Bryan e da paixão de suas crenças, levou a grandes multidões. Em muitas partes do Sul e Oeste, os defensores Bryan recebeu com desfiles, palestras e demonstrações selvagens de apoio. Embora Bryan tenha viajado para a maioria dos locaais da nação, ele concentrou seus esforços no Centro-Oeste, que ele acreditava que seria o campo de batalha decisiva na eleição. Em apenas 100 dias, Bryan deu mais de 500 discursos para vários milhões de pessoas, um feito notável na época. Baseando-se em apenas algumas horas de sono por noite, ele viajou 18 mil milhas em três meses para atender um número estimado de cinco milhões de pessoas.
Em contraste com os esforços dramáticos de Bryan, McKinley realizou uma tradicional "varanda de frente" campanha na qual ele fez em sua casa em Canton, Ohio. o gerente de campanha, Mark Hanna trouxe milhares de eleitores de trem para casa McKinley. Uma vez lá, McKinley cumprimentava os grupos de eleitores e dava uma palestra a eles a partir de sua varanda. McKinley rotulou a proposta das reformas sociais e econômicas de Bryan como uma séria ameaça para a economia nacional. Com a depressão após o Pânico de 1893 chegando ao fim, o apoio a mais conservadora de McKinley políticas econômicas aumentaram, enquanto as políticas mais radicais Bryan começou a perder apoio entre os agricultores do Centro-Oeste e os trabalhadores da fábrica.
Para garantir a vitória, Mark Hanna pagou um grande número de oradores republicanos (incluindo Theodore Roosevelt) para viajar em todo o país denunciando Bryan como um radical perigoso. Houve também relatos de que alguns eleitores potencialmente democratas foram intimidados a votar para McKinley. Por exemplo, alguns donos de fábricas postou assina o dia antes das eleições, anunciando que, se Bryan ganhasse a eleição, a fábrica seria fechada e os trabalhadores perderiam seus empregos. McKinley ganhou uma vitória apertada, mas sólida, levando o núcleo do Leste e Nordeste, enquanto Bryan se deu bem entre os agricultores do Sul, Oeste e Centro-Oeste rural. O grande germano-americano voto bloco apoiado McKinley, que ganhou a grande maioria entre a classe média, operários qualificados, os trabalhadores ferroviários e grandes agricultores. No entanto, o voto popular nacional estava perto, como McKinley levou 51% a 47% de Bryan. No colégio eleitoral McKinley recebeu 271 votos eleitorais contra 176 de Bryan (eram necessários 224 para vencer).
O prefeito Tom L. Johnson de Cleveland em Ohio, resumiu a campanha como o "primeiro grande protesto do povo americano contra o monopólio e a primeira grande luta das massas do país contra as classes privilegiadas"

## Resultados
| Candidato presidencial                                           | Partido                                                          | Estado de origem                                                 | Voto popular                                                     | Voto popular                                                     | Colégio Eleitoral | Colégio Eleitoral | Running mate                | Running mate     | Running mate      |
| Candidato presidencial                                           | Partido                                                          | Estado de origem                                                 | Votos                                                            | %                                                                | Votos             | %                 | Candidato vice-presidencial | Estado de origem | Colégio Eleitoral |
| ---------------------------------------------------------------- | ---------------------------------------------------------------- | ---------------------------------------------------------------- | ---------------------------------------------------------------- | ---------------------------------------------------------------- | ----------------- | ----------------- | --------------------------- | ---------------- | ----------------- |
| William McKinley                                                 | Partido Republicano                                              | Ohio                                                             | 7.112.138                                                        | 51,02%                                                           | 271               | 60,6%             | Garret Hobart               | Nova Jersey      | 271               |
| William Jennings Bryan                                           | Partido Democrata/Partido das Pessoas (Populista)                | Illinois                                                         | 6.502.925                                                        | 46,71%                                                           | 176               | 39,4%             | Arthur Sewalla              | Maine            | 149               |
| William Jennings Bryan                                           | Partido Democrata/Partido das Pessoas (Populista)                | Illinois                                                         | 6.502.925                                                        | 46,71%                                                           | 176               | 39,4%             | Thomas E. Watsonb           | Geórgia          | 27                |
| John Palmer                                                      | Partido Nacional Democrata                                       | Kentucky                                                         | 133.537                                                          | 0,96%                                                            | 0                 | 0%                | Simon Bolivar Buckner       | Kentucky         | 0                 |
| Joshua Levering                                                  | Partido da Proibição                                             | Maryland                                                         | 124.896                                                          | 0,90%                                                            | 0                 | 0%                | Hale Johnson                | Indiana          | 0                 |
| Charles Matchett                                                 | Partido Trabalhista Socialista                                   | Massachusetts                                                    | 36.359                                                           | 0,26%                                                            | 0                 | 0%                | Matthew Maguire             | Nova Jersey      | 0                 |
| Outros                                                           | Outros                                                           | Outros                                                           | 20.937                                                           | 0,15%                                                            | 0                 | 0%                | Outros                      | Outros           | 0                 |
| Total                                                            | Total                                                            | Total                                                            | 13.905.691                                                       | 100%                                                             | 447               |                   |                             |                  | 444               |
| Votos minímos do Colégio Eleitoral de que se precisa para vencer | Votos minímos do Colégio Eleitoral de que se precisa para vencer | Votos minímos do Colégio Eleitoral de que se precisa para vencer | Votos minímos do Colégio Eleitoral de que se precisa para vencer | Votos minímos do Colégio Eleitoral de que se precisa para vencer | 224               |                   |                             |                  | 224               |

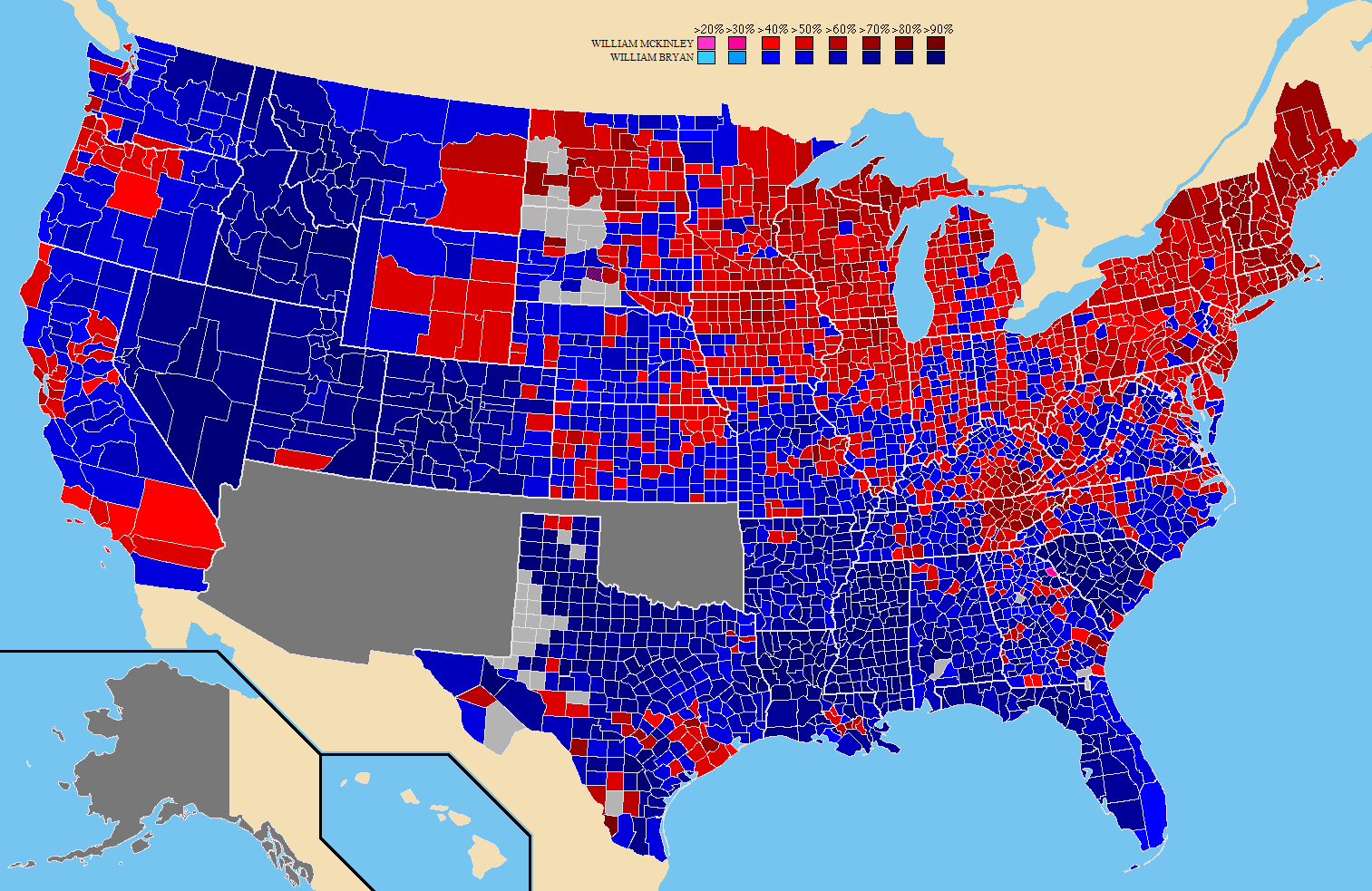
De vermelho, os condados onde McKinley venceu; e de azul onde Bryan venceu.

Fonte - Voto popular: Colégio Eleitoral:
aArthur Sewall foi o candidato a vice-presidente pelo Partido Democrata.
bThomas E. Watson foi o candidato a vice-presidente pelo Partido Populista.